# سانتا (سوزانا، کالیفرنیا)
سانتا (به انگلیسی: Santa Susana) یک منطقهٔ مسکونی در ایالات متحده آمریکا است که در شهرستان ونتورا، کالیفرنیا واقع شده‌است. سانتا ۲٫۸۸۳ کیلومتر مربع مساحت و ۱٬۰۳۷ نفر جمعیت دارد و ۳۵۵٫۱ متر بالاتر از سطح دریا واقع شده‌است.